# Dmitrij Barinov
Dmitrij Nikolaevič Barinov (in russo Дмитрий Николаевич Баринов?; Ogudnevo, 11 settembre 1996) è un calciatore russo, centrocampista della Lokomotiv Mosca e della nazionale russa.

## Caratteristiche tecniche
È un mediano.

## Carriera

### Club
Cresciuto nelle giovanili della Lokomotiv Mosca, ha esordito in prima squadra il 16 maggio 2015 in un match vinto 3-0 contro il Rubin. Il 19 agosto 2017 realizza il suo primo gol con i Loko, in occasione della partita vinta in rimonta per 4-3 in casa dello Spartak Mosca.

### Nazionale
Dopo aver giocato in tutte le reppresentative giovanili della Russia, esordisce in nazionale maggiore l'8 giugno 2019, subentrando a Roman Zobnin nel corso della partita di qualificazioni al campionato europeo di calcio 2020 vinta per 9-0 contro San Marino.

## Statistiche

### Presenze e reti nei club
Statistiche aggiornate al 9 ottobre 2021.
| Stagione        | Squadra         | Campionato      | Campionato | Campionato | Coppe nazionali | Coppe nazionali | Coppe nazionali | Coppe continentali | Coppe continentali | Coppe continentali | Altre coppe | Altre coppe | Altre coppe | Totale | Totale | Totale |
| Stagione        | Squadra         | Comp            | Pres       | Reti       | Comp            | Pres            | Reti            | Comp               | Pres               | Reti               | Comp        | Pres        | Reti        | Pres   | Reti   |        |
| --------------- | --------------- | --------------- | ---------- | ---------- | --------------- | --------------- | --------------- | ------------------ | ------------------ | ------------------ | ----------- | ----------- | ----------- | ------ | ------ | ------ |
| 2014-2015       | Lokomotiv Mosca | PL              | 2          | 0          | CR              | 0               | 0               |                    | -                  | -                  |             | -           | -           | 2      | 0      |        |
| 2015-2016       | Lokomotiv Mosca | PL              | 2          | 0          | CR              | 2               | 0               | UEL                | 0                  | 0                  |             | -           | -           | 4      | 0      |        |
| 2016-2017       | Lokomotiv Mosca | PL              | 12         | 0          | CR              | 3               | 0               |                    | -                  | -                  |             | -           | -           | 15     | 0      |        |
| 2017-2018       | Lokomotiv Mosca | PL              | 16         | 1          | CR              | 0               | 0               | UEL                | 2                  | 0                  | SR          | 1           | 0           | 19     | 1      |        |
| 2018-2019       | Lokomotiv Mosca | PL              | 23         | 1          | CR              | 5               | 1               | UEL                | 4                  | 0                  | SR          | 1           | 0           | 33     | 2      |        |
| 2019-2020       | Lokomotiv Mosca | PL              | 23         | 1          | CR              | 0               | 0               | UEL                | 5                  | 1                  | SR          | 1           | 0           | 29     | 2      |        |
| 2020-2021       | Lokomotiv Mosca | PL              | 13         | 1          | CR              | 3               | 0               | UCL                | 0                  | 0                  | SR          | 1           | 0           | 17     | 1      |        |
| 2021-2022       | Lokomotiv Mosca | PL              | 8          | 0          | CR              | 0               | 0               | UEL                | 2                  | 0                  | SR          | 1           | 0           | 11     | 0      |        |
| Totale carriera | Totale carriera | Totale carriera | 99         | 4          |                 | 13              | 1               |                    | 13                 | 1                  |             | 5           | 0           | 130    | 6      |        |

### Cronologia presenze e reti in nazionale
| Cronologia completa delle presenze e delle reti in nazionale ― Russia | Cronologia completa delle presenze e delle reti in nazionale ― Russia | Cronologia completa delle presenze e delle reti in nazionale ― Russia | Cronologia completa delle presenze e delle reti in nazionale ― Russia | Cronologia completa delle presenze e delle reti in nazionale ― Russia | Cronologia completa delle presenze e delle reti in nazionale ― Russia | Cronologia completa delle presenze e delle reti in nazionale ― Russia | Cronologia completa delle presenze e delle reti in nazionale ― Russia |
| Data                                                                  | Città                                                                 | In casa                                                               | Risultato                                                             | Ospiti                                                                | Competizione                                                          | Reti                                                                  | Note                                                                  |
| --------------------------------------------------------------------- | --------------------------------------------------------------------- | --------------------------------------------------------------------- | --------------------------------------------------------------------- | --------------------------------------------------------------------- | --------------------------------------------------------------------- | --------------------------------------------------------------------- | --------------------------------------------------------------------- |
| 8-6-2019                                                              | Saransk                                                               | Russia                                                                | 9 – 0                                                                 | San Marino                                                            | Qual. Euro 2020                                                       | -                                                                     | 73’                                                                   |
| 11-6-2019                                                             | Nižnij Novgorod                                                       | Russia                                                                | 1 – 0                                                                 | Cipro                                                                 | Qual. Euro 2020                                                       | -                                                                     | 78’                                                                   |
| 6-9-2019                                                              | Glasgow                                                               | Scozia                                                                | 1 – 2                                                                 | Russia                                                                | Qual. Euro 2020                                                       | -                                                                     | 66’ 70’                                                               |
| 10-10-2019                                                            | Mosca                                                                 | Russia                                                                | 4 – 0                                                                 | Scozia                                                                | Qual. Euro 2020                                                       | -                                                                     |                                                                       |
| 5-6-2021                                                              | Mosca                                                                 | Russia                                                                | 1 – 0                                                                 | Bulgaria                                                              | Amichevole                                                            | -                                                                     | 50’                                                                   |
| 12-6-2021                                                             | San Pietroburgo                                                       | Belgio                                                                | 3 – 0                                                                 | Russia                                                                | Euro 2020 - 1º turno                                                  | -                                                                     | 46’                                                                   |
| 16-6-2021                                                             | San Pietroburgo                                                       | Finlandia                                                             | 0 – 1                                                                 | Russia                                                                | Euro 2020 - 1º turno                                                  | -                                                                     | 27’                                                                   |
| 1-9-2021                                                              | Mosca                                                                 | Russia                                                                | 0 – 0                                                                 | Croazia                                                               | Qual. Mondiali 2022                                                   | -                                                                     | 35’                                                                   |
| 4-9-2021                                                              | Nicosia                                                               | Cipro                                                                 | 0 – 2                                                                 | Russia                                                                | Qual. Mondiali 2022                                                   | -                                                                     | cap.                                                                  |
| 7-9-2021                                                              | Mosca                                                                 | Russia                                                                | 2 – 0                                                                 | Malta                                                                 | Qual. Mondiali 2022                                                   | -                                                                     |                                                                       |
| 8-10-2021                                                             | Kazan'                                                                | Russia                                                                | 1 – 0                                                                 | Slovacchia                                                            | Qual. Mondiali 2022                                                   | -                                                                     | 84’                                                                   |
| 11-10-2021                                                            | Maribor                                                               | Slovenia                                                              | 1 – 2                                                                 | Russia                                                                | Qual. Mondiali 2022                                                   | -                                                                     |                                                                       |
| 14-11-2021                                                            | Spalato                                                               | Croazia                                                               | 1 – 0                                                                 | Russia                                                                | Qual. Mondiali 2022                                                   | -                                                                     |                                                                       |
| 24-9-2022                                                             | Bishkek                                                               | Kirghizistan                                                          | 1 – 2                                                                 | Russia                                                                | Amichevole                                                            | -                                                                     | 46’                                                                   |
| 20-11-2022                                                            | Tashkent                                                              | Uzbekistan                                                            | 0 – 0                                                                 | Russia                                                                | Amichevole                                                            | -                                                                     |                                                                       |
| 12-9-2023                                                             | Al Wakrah                                                             | Qatar                                                                 | 1 – 1                                                                 | Russia                                                                | Amichevole                                                            | -                                                                     | cap. 75’                                                              |
| 12-10-2023                                                            | Mosca                                                                 | Russia                                                                | 1 – 0                                                                 | Camerun                                                               | Amichevole                                                            | -                                                                     | cap. 65’                                                              |
| 16-10-2023                                                            | Aksu                                                                  | Russia                                                                | 2 – 2                                                                 | Kenya                                                                 | Amichevole                                                            | -                                                                     | 67’                                                                   |
| 21-3-2024                                                             | Mosca                                                                 | Russia                                                                | 4 – 0                                                                 | Serbia                                                                | Amichevole                                                            | -                                                                     |                                                                       |
| 6-6-2025                                                              | Mosca                                                                 | Russia                                                                | 1 – 1                                                                 | Nigeria                                                               | Amichevole                                                            | -                                                                     | 61’                                                                   |
| 10-6-2025                                                             | Minsk                                                                 | Bielorussia                                                           | 1 – 4                                                                 | Russia                                                                | Amichevole                                                            | -                                                                     | cap.                                                                  |
| Totale                                                                |                                                                       | Presenze                                                              | 21                                                                    |                                                                       | Reti                                                                  | 0                                                                     |                                                                       |

## Palmarès

### Club

#### Competizioni nazionali
- Coppa di Russia: 4

Lokomotiv Mosca: 2014-2015, 2016-2017, 2018-2019, 2020-2021
- Campionato russo: 1

Lokomotiv Mosca: 2017-2018
- Supercoppa di Russia: 1

Lokomotiv Mosca: 2019